# Páternoszter

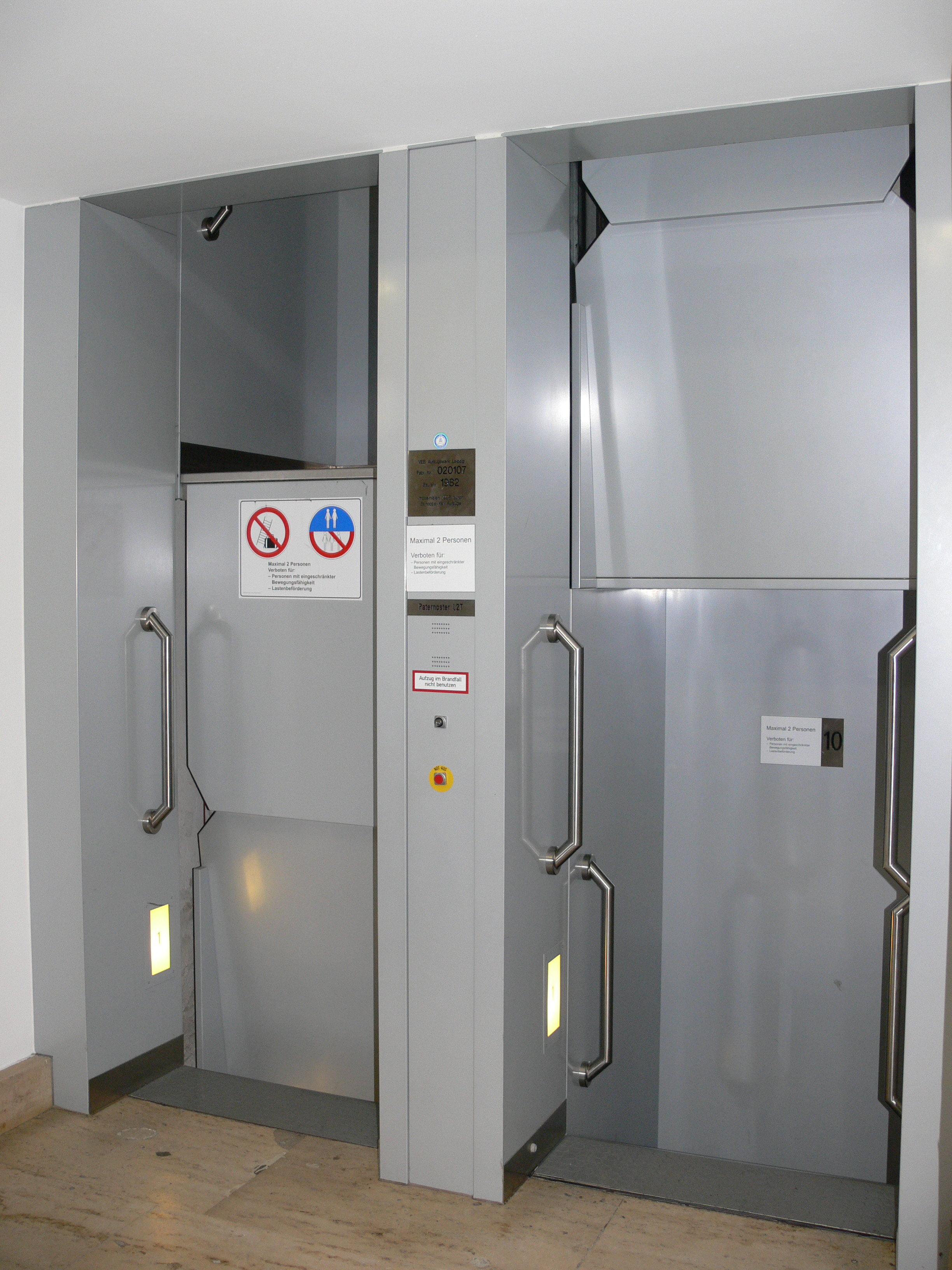
Páternoszter, Német Szövetségi Pénzügyminisztérium, Berlin

A páternoszter vagy körforgó személyfelvonó nyitott kabinok láncából álló felvonó, amely felfelé, illetve lefelé halad folyamatosan, és az utasoknak a lift mozgása közben kell be- és kiszállniuk. A kabinok általában kétszemélyesek. A páternoszterrel kapcsolatban sok tévhit él mind a mai napig: például, hogy veszélyes a legfelső vagy a legalsó szinten a kabinban maradni.

## Nevének eredete
A név a Miatyánk imádság latin nyelvű változatának kezdőszavaiból (Pater noster) származik. 

## Története
A páternoszter felvonó – amely egy sorozat kabinból és megállókból áll, majd egy ponton átfordul – ennek az analógiájaként kapta nevét. A páternoszterek a 20. század első felében voltak különösen népszerűek, főleg Európában (kevésbé Nagy-Britanniában) és középületekben, mert az akkori közönséges felvonóknál gyorsabban, több embert tudtak szállítani.

Az első páternosztert a londoni J & E Hall építette, Cyclic Elevator (ciklikus felvonó) néven, 1884-ben.

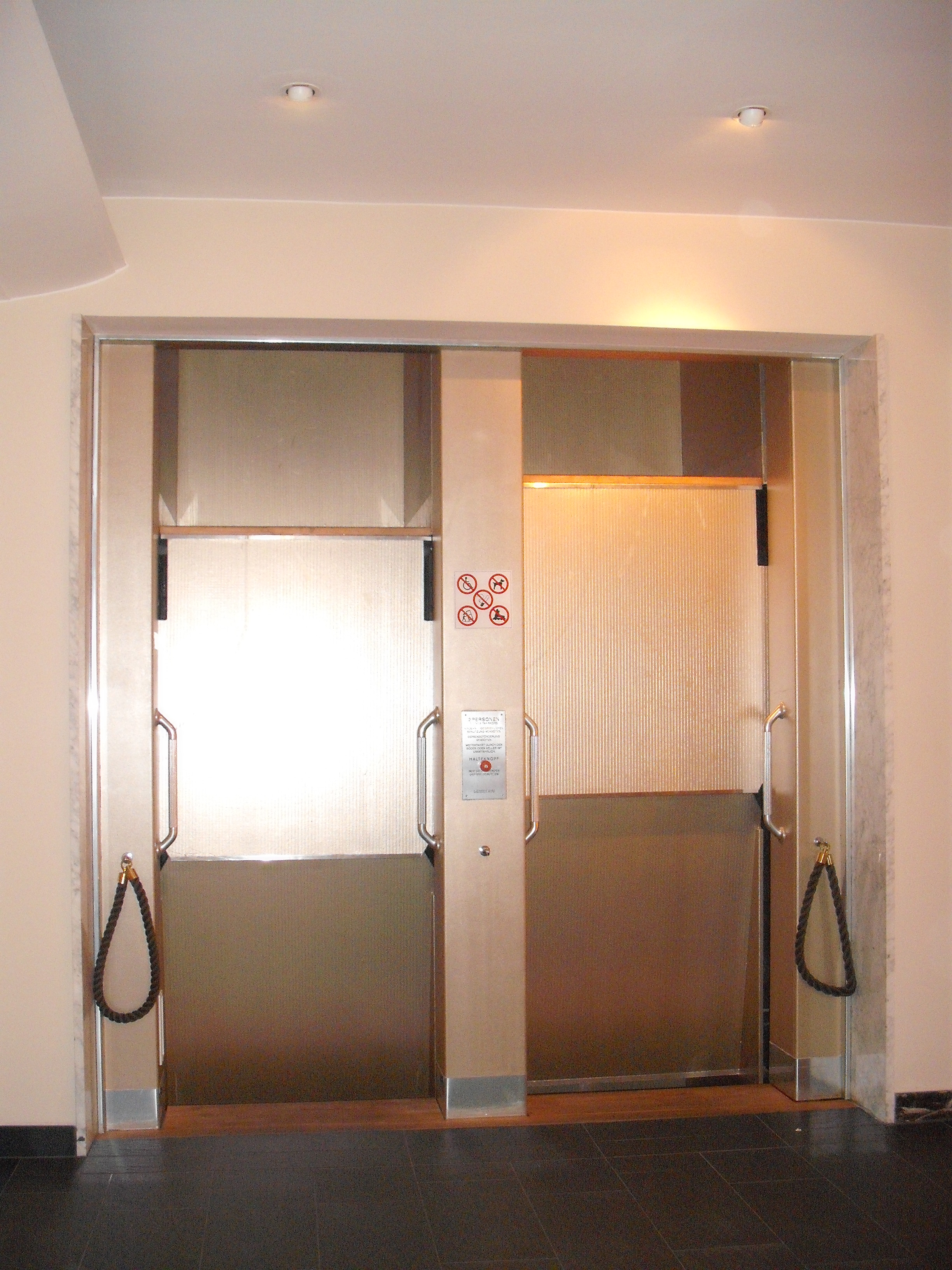
Páternoszter (Fleming Hotel, Frankfurt am Main, 2011)

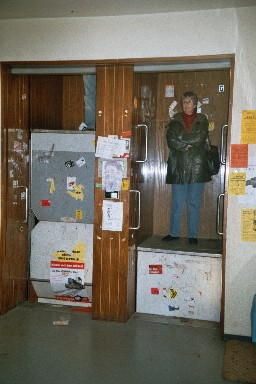
Páternoszter a Bécsi Egyetemen, az 1950-es évek végéről (2007 júliusa óta nem üzemel)

Sok országban ma már tilos páternosztert építeni, mert ez a fajta felvonó gyakrabban okozott balesetet (a be- és kiszállásnál), illetve a mozgássérültekre való tekintettel.
A páternoszterek száma emiatt folyamatosan csökken, ezért ma már igazi kuriózum.

## Tévhitek
Közkeletű tévedés, hogy nagyon veszélyes benne maradni, ha elérte a legfelső vagy a legalsó szintet. A kabin az átfordulásnál is álló helyzetben marad. Ilyenkor csak attól kell tartani, hogy a felvonó megáll, ha az átforduláskor (lefelé, illetve felfelé) a kabinban tartózkodó helyzetet változtat. A felső szint felett ugyanakkor szabadon lehet a húzólánc. 1989-ben a newcastle-i egyetem Claremont tornyában lévő páternosztert használaton kívül helyezték, miután egy utas fennakadt a láncon, és a tűzoltóknak kellett kimenteniük.

## Magyarországi páternoszterek

### Működő, vagy feltételezetten működő
- Belügyminisztérium (Budapest, József Attila út – Széchenyi tér sarkán), két páternoszter, amelyeket a 2000-es évek elején újítottak fel
- BKV-székház (Budapest, Akácfa u. 15.)
- Budapest Környéki Törvényszék (Thököly út – Hungária krt. sarok)
- Egészségügyi Minisztérium (Budapest, Arany János utca)
- ELMŰ-székház (Váci út – Dráva u. sarok)
- Energiagazdálkodási Intézet volt épülete, Budapest
- Gottsegen György Országos Kardiológiai Intézet (1096 Budapest, Haller utca 29.)
- Győr Graboplast Zrt. Műpadlógyár Főépület
- Hajdú-Bihar megyei munkaügyi központ, (4024, Debrecen, Piac u. 42–48.)
- Honvédelmi Minisztérium (Budapest V., Balaton utca)
- Jahn Ferenc Dél-pesti Kórház
- Kecskemét, megyei kórház
- Magyar Államkincstár (1054 Budapest, Hold utca 4.)
- Magyar Államkincstár Hajdú-Bihar Megyei Igazgatósága (4026 Debrecen, Hatvan utca 15.)
- MÁV Magyar Államvasutak Budapesti igazgatósága (Budapest, Kerepesi út 1–3.)
- Miskolci Egyetem
- MOL-székház (Budapest, Október huszonharmadika utca)
- NAV (Budapest, Akadémia utca)
- Nemzetgazdasági Minisztérium (Budapest, Vám utca 5.)
- Oktatási Hivatal (1055 Budapest, Szalay u. 10–14.)
- OTP-székház (Budapest, Deák Ferenc utca – Bécsi utca sarka)
- OTP-irodaház (Budapest, Nádor utca 6.)
- Pesti Központi Kerületi Bíróság (Budapest, Markó utca 25.)
- Pécsi Törvényszék (Rákóczi út 34.)
- MNB Pénzmúzeum, korábban Postapalota (Budapest, Széll Kálmán tér)
- Pénzügyminisztérium (Budapest, József nádor tér 2-4.)
- Irodaház, Budapest, X., Noszlopy utca 3.

### Üzemen kívül
- MÁV Magyar Államvasutak Vezérigazgatóság (1062 Budapest, Andrássy út 73–75.)
- Tőzsdepalota (volt MTV-székház) (Budapest, Szabadság tér 17.)
- Debreceni Orvostudományi Egyetem elméleti tömb

### Meglévő épületben megszűntetett
- Földművelésügyi és Vidékfejlesztési Minisztérium (Budapest V. ker., Kossuth tér)
- Egykori MÁV-kórház és -rendelőintézet, ma Honvéd kórház (Budapest, Podmaniczky u.)
- Állami Biztosító egykori irodaháza (Budapest Kálvin tér)
- Egykori Budapesti Rendőr Főkapitányság, most Le Méridien szálloda (1051 Budapest, Erzsébet tér 9–10.)
- Energiagazdálkodási Intézet (EGI), ma Novotel Hotel (Budapest, Bem rakpart 33–34.)
- Kopint-Datorg-székház (Budapest, Dorottya utca – Szende Pál utca sarok)
- KPM (később KVGM) Bp. VII., Dob u.75.
- Matáv-irodaház (régen Kogépterv)
- MNB-székház (Budapest, Szabadság tér – Bank utca sarok)
- MVM (Magyar Villamos Művek) székháza (Budapest, Fő utca)
- Nyugdíjfolyósító Intézet (Budapest, Fiumei út)
- Szigetvári Kórház (Szigetvár, Szent István ltp. 7.)
- Technoimpex külkereskedelmi vállalat, ma Palazzo Dorottya (Budapest, Dorottya utca 6.)
- Csongrád Megyei Kormányhivatal – volt „Megyeháza” (6722 Szeged, Rákóczi tér 1., Kossuth Lajos sugárút)

### Az épülettel együtt lebontott
- Belvárosi Távbeszélő Központ (Budapest, Petőfi Sándor utca és a Szervita tér sarkán)
- GKM Margit körúti épülete (Budapest)
- Hírlapkiadó Vállalat (Népszabadság) egykori székháza (Budapest, Blaha Lujza tér)
- Irodaház a Nagyvásártelepen (Budapest)
- Vigadó Üzletház (Budapest, Vörösmarty tér 1.)

## Fordítás
- Ez a szócikk részben vagy egészben  a   Paternoster című angol Wikipédia-szócikk ezen változatának fordításán alapul.  Az eredeti cikk szerkesztőit annak laptörténete sorolja fel. Ez a jelzés csupán a megfogalmazás eredetét és a szerzői jogokat jelzi, nem szolgál a cikkben szereplő információk forrásmegjelöléseként.